# بنو عبس
بنو عبس قبيلة عربية قيسية عدنانية، تنحدر من غطفان بن سعد بن قيس عيلان، وينتسب لها العديد من الصحابة والعلماء والولاة والملوك والفرسان.

## نسب بني عبس
- عبس بن بغيض بن ريث بن غطفان بن سعد بن قيس عيلان بن نزار بن معد بن عدنان.[2]

## تاريخ بني عبس
قبل عام الفيل خرجت بني عبس من الحجاز واستقرت في جنوب نجد، واشتد نفوذهم وغلبوا بنو كندة وقلصوا مُلكهم في جنوب نجد، واقتطعوا منها اراضي خصبة وأودية، ونصبوا جذيمة العبسي ملكاً عليها وخلفه ابنه زهير بن جذيمة ثم الملك قيس بن زهير ، وكان لشعراء بنو عبس حضور طاغي في سوق عكاظ في الطائف، ثم حدثت حرب داحس والغبراء بين عبس وذبيان، ودخلت قبائل طي كأحد اطراف الحرب إلى جانب بني ذبيان 
بعد البعثة النبوية دخل بنو عبس في الإسلام طوعاً، وبعد وفاة رسول الله شارك الصحابة من بنو عبس في معركة اليمامة ومعركة اليرموك واستشهد العديد منهم  وفي العصر الأموي كان منهم العديد من الولاة على نجد.
ويذكر كل من المؤرخين ابن بسام التميمي وحمد الجاسر ومحمد لبيب البتنوني والرحالة التركي أيوب صبري باشا على أن قبيلة عبس الشهيرة هم بنو رشيد الحاليون والذين لا زالوا يحافظون على ديارهم القديمة من قبل الإسلام. ويذكر المؤرخ محمد باكثير في كتابه (المرجان في قبائل هذا الزمان) أن بنو عبس لازالوا يملكون ديارهم في جنوب نجد مجاورين للذواوده من ذبيان.

## مشاهير بنو عبس
| - الربيع بن زياد العبسي - عنترة بن شداد - عروة بن الورد - حذيفة بن اليمان - قرة بن شريك العبسي - قيس بن زهير - زهير بن مالك | - شيبوب بن شداد - خالد بن سنان العبسي - ميسرة بن مسروق العبسي - الحطيئة - يسر بن الحارث - الحارث بن الربيع - كبير العبسي |